# Parasyscia
Parasyscia (лат.) — род мелких муравьёв из подсемейства Dorylinae (Formicidae). Около 50 видов, часть которых ранее входили в состав рода Cerapachys.

## Распространение
Мадагаскар, Юго-Восточная Азия, Австралия, Океания, Палеарктика.

## Описание
Мелкие коричневого цвета муравьи размером около 3 мм (ноги и усики у части видов желтовато-коричневые). Рабочие Parasyscia отличаются сочетанием проподеального дыхальца, расположенного низко на склерите, и присутствующих проподеальных долей, перетяжки между III и IV сегментами брюшка, петиоля дорсолатерально не окаймлённого, отсутствия перетяжки между IV, V и VI брюшными сегментами, сросшегося пронотомезоплеврального шва, акисального хельциума, средние голени с одиночной гребенчатой шпорой, претарзальные коготки невооружены, III сегмент брюшка часто антеродорсально окаймлен.
У рабочих усики 11 или 12-члениковые (верхушечный членик усиков заметно увеличен, значительно шире и длиннее двух предыдущих члеников вместе взятых), у самцов 13-члениковые, скапус короткий. Усиковые бороздки отсутствуют. Верхняя губа со срединной выемкой или вогнутостью. Глаза рабочих или мелкие (до 20 фасеток), оцеллии отсутствуют. Нижнечелюстные щупики 3-члениковые, нижнегубные щупики 3- или 2-члениковые (формула щупиков 3,3 или 2,2). Головная капсула с дифференцированной вертикальной задней поверхностью над затылочным отверстием. Задние углы головы дорсолатерально выемчатые. Заднегрудка угловатая, но без проподеальных шипиков. Дыхальцевые отверстия IV—VI сегментов брюшка круглые. III сегмент брюшка антеродорсально выемчатый и дорсолатерально выемчатый. III сегмент брюшка более чем вдвое меньше последующего IV сегмента, слабо перетянут в пресегментарной части. Имеется опоясывающая перетяжка IV сегмента, то есть отчетливы пре- и постсклериты. На голенях средней и задней пары ног по одной гребенчатой шпоре. Тело покрыто многочисленными короткими волосками.

## Систематика и этимология
Около 50 видов, многие из которых ранее входили в состав родов Cerapachys из подсемейства Cerapachyinae, а с 2016 года — в составе подсемейства Dorylinae. Род был впервые описан в 1882 году Карлом Эмери, в 1892 году Огюст Форель перенёс его в ранге подрода в состав рода Cerapachys, а в 1972 Вальтер Кемпф свёл его в синонимы к Cerapachys (Kempf, 1972). В 2016 году таксон Parasyscia был восстановлен в качестве валидного рода (Borowiec 2016).
- Parasyscia afer (Forel, 1907)
- Parasyscia aitkenii (Forel, 1900)
- Parasyscia arnoldi (Forel, 1914)
- Parasyscia browni (Bharti & Wachkoo, 2013)
- Parasyscia bryanti (Wheeler, 1919)
- Parasyscia centurio (Brown, 1975)
- Parasyscia conservata (Viehmeyer, 1913)
- Parasyscia cribrinodis (Emery, 1899)
- Parasyscia desposyne (Wilson, 1959)
- Parasyscia dohertyi (Emery, 1902)
- Parasyscia dominula (Wilson, 1959)
- Parasyscia faurei (Arnold, 1949)
- Parasyscia flavaclavata (Donisthorpe, 1938)
- Parasyscia fossulata (Forel, 1895)
- Parasyscia foveolata (Radchenko, 1993)
- Parasyscia ganeshaiahi Aswaj et al, 2021
- Parasyscia hashimotoi (Terayama, 1996)
- Parasyscia imerinensis Forel, 1891
- Parasyscia inconspicua (Emery, 1901)
- Parasyscia indica (Brown, 1975)
- Parasyscia kenyensis (Consani, 1951)
- Parasyscia keralensis (Karmaly, 2012)
- Parasyscia kodecorum (Brown, 1975)
- Parasyscia lamborni (Crawley, 1923)
- Parasyscia lindrothi (Wilson, 1959)
- Parasyscia luteoviger (Brown, 1975)
- Parasyscia majuscula (Mann, 1921)
- Parasyscia muiri (Wheeler & Chapman, 1925)
- Parasyscia natalensis (Forel, 1901)
- Parasyscia nigrita Chen et al., 2022[3]
- Parasyscia nitens (Donisthorpe, 1949)
- Parasyscia nitidulus (Brown, 1975)
- Parasyscia opaca (Emery, 1901)
- Parasyscia peringueyi Emery, 1886
- Parasyscia piochardi Emery, 1882
- Parasyscia polynikes (Wilson, 1959)
- Parasyscia reticulata (Emery, 1923)
- Parasyscia rifati Sharaf & Akbar, 2018
- Parasyscia rufithorax (Wheeler & Chapman, 1925)
- Parasyscia salimani (Karavaiev, 1925)
- Parasyscia schoedli (Bharti & Akbar, 2013)
- Parasyscia sculpturata (Mann, 1921)
- Parasyscia seema (Bharti & Akbar, 2013)
- Parasyscia shii Chen et al., 2022[3]
- Parasyscia sudanensis (Weber, 1942)
- Parasyscia superata (Wilson, 1959)
- Parasyscia sylvicola (Arnold, 1955)
- Parasyscia terricola (Mann, 1919)
- Parasyscia tibetana Chen et al., 2022[3]
- Parasyscia valida (Arnold, 1960)
- Parasyscia villiersi (Bernard, 1953)
- Parasyscia vitiensis (Mann, 1921)
- Parasyscia wighti (Bharti & Akbar, 2013)
- Parasyscia wittmeri (Collingwood, 1985)
- Parasyscia zimmermani (Wilson, 1959)
- Parasyscia wilsoni Chen et al., 2022[3]
- Parasyscia xui Chen et al., 2022[3]